# 麥寮交流道
麥寮交流道位於臺灣雲林縣麥寮鄉，為臺灣台61線指標221公里處的交流道，於2013年10月21日通車，可藉由此交流道前往崙背鄉和二崙鄉。
|  | 221 麥寮 |  | 崙背 麥寮 |

## 鄰近公路
- 台17線
- 縣道153甲線
- 縣道156號
- 雲6線
- 雲7線
- 雲8線

## 外部連結
- 台61線麥寮交流道示意圖 （页面存档备份，存于）（交通部公路總局）